# Century Pacific Food
Century Pacific Food Inc. är ett filippinskt livsmedelsföretag med huvudkontor i Pasig. Det grundades av Ricardo S. Po Sr. 1978 som Century Canning Corporation och döpte om företaget 2013.

## Varumärken
- 555
- Angel
- Argentina
- Birch Tree
- Blue Bay
- Century Quality
- Century Tuna
- Choco Hero
- Coco Mama
- Fresca
- Goodest[3]
- Home Pride
- Hunt's[4][5]
- Kaffe de Oro
- Ligo[6]
- Lucky 7
- Proteus
- Shanghai
- Swift
- unCheese
- unMeat
- Vita Coco
- Wow